# Cimon del Latemar
Il Cimòn del Latemar oppure Torre Diamantidi (2.846 m s.l.m. - Diamandiditurm, Westliche Latemarspitze, Großer Latemarturm o Latemar-Hauptturm in tedesco) è la montagna più alta del Gruppo del Latemar nelle Dolomiti.

## Caratteristiche

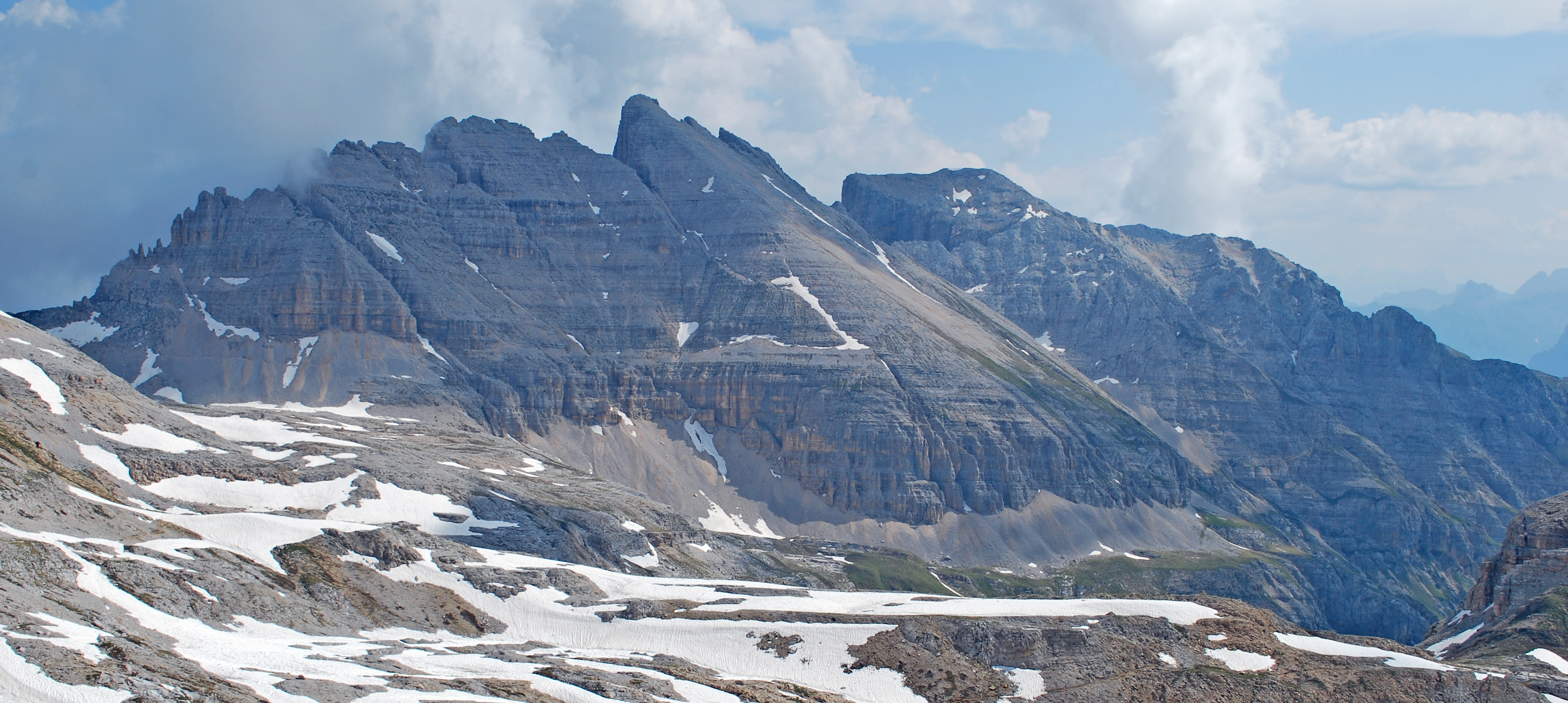
La Cresta del Latemar vista da sud-est con al centro il Cimon del Latemar.

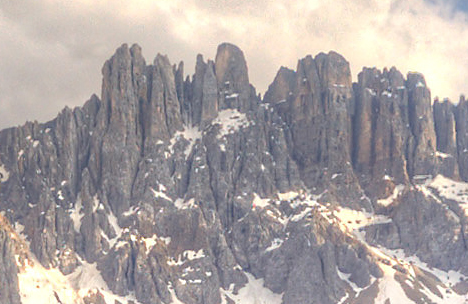
Il Latemar visto da nord con al centro il Cimon del Latemar.

Si trova nella parte centrale del gruppo tra le Torri di Latemar occidentali (ad ovest) e la Torre Christomannos (ad est).

## Salita alla vetta
Si può salire sulla vetta della montagna partendo da Forno, frazione di Moena e passando dal Bivacco Sieff (2.365 m).